# John Steel
John Steel (Gateshead, 4 de febrero de 1941) es un músico británico. Fue el baterista original de la banda de rock The Animals y además, dueño de los derechos de su nombre, en virtud de un registro de marca.
Su participación en el grupo inglés está comprendida entre los años 1962 y 1966, siendo reemplazado posteriormente por Barry Jenkins. Luego de tocar para The Animals, se involucró en el mundo de la industria musical, asistiendo a su excompañero, Chas Chandler. 
El año 2008, un juez le adjudicó la propiedad del nombre "The Animals" en Inglaterra. Eric Burdon, el líder del grupo, se opuso al registro, argumentado que había consagrado su buena voluntad con el uso del nombre. El argumento de Burdon fue rechazado, en parte basado en el hecho de que él mismo se había anunciado como "Eric Burdon y The Animals" ya en 1967, separando así la buena voluntad asociada con su propio nombre en la banda.
John Steel sigue tocando canciones de The Animals con la banda Animals & Friends, 